# Dromedary (ort)
Dromedary är en ort i Australien. Den ligger i kommunen Brighton och delstaten Tasmanien, i den sydöstra delen av landet, omkring 21 kilometer nordväst om delstatshuvudstaden Hobart. Antalet invånare är 457.
Närmaste större samhälle är Bridgewater, nära Dromedary. 
Trakten runt Dromedary består i huvudsak av gräsmarker. Runt Dromedary är det ganska tätbefolkat, med 108 invånare per kvadratkilometer. Genomsnittlig årsnederbörd är 697 millimeter. Den regnigaste månaden är juli, med i genomsnitt 78 mm nederbörd, och den torraste är februari, med 41 mm nederbörd.